# ハリー・パーチ
ハリー・パーチ（Harry Partch、1901年6月24日 - 1974年9月3日）は、アメリカ合衆国の現代音楽の作曲家。

## 経歴
母親から音楽の手ほどきを受け、数種の楽器を演奏する事が出来るマルチ・インストルメンタルの先駆的な経験をこのときに得る。南カリフォルニア大学へ進学したが、指導教授と折り合いが悪く中退。しかし作曲は続けていた。12平均律の不具合に気がついていた彼は即座に純正律へ傾倒し、さまざまに改造された楽器のアンサンブルを組織し始める。

## 業績・評価
1930年代には43微分音階を基準にした音律理論を完成させ、キタラ、ダイアモンドマリンバ、ハーモニックカノン、へちまの木、など西洋音楽では全く得られない音色とリズムに基づく独創的な音楽を次々と発表、その音楽性は後進のベン・ジョンストンやディーン・ドラモンドを刺激し、アメリカ西海岸実験音楽の開祖としての評価が確立した。
大学は中退し学位は所持していなかったにもかかわらず、彼の音楽は多くのアメリカの大学で支持された。大学のコンサートホールで彼の作品が演奏され続けたというのは、現在ではまず考えられないが、これはアメリカを襲った大恐慌や不況、また彼がホーボーとしての生活を余儀なくされたことも考慮に入れるべきである。
一貫して、劇音楽を創作の規範としていた。

## 理論
- 1オクターブの中に43の音が入っている音階で有名。この音階は「ギリシアやアジア」の抑揚が反映しているというのはパーチの自称で、なぜ43にしたのか正確な理由はあまりわかっていない。
- 藤枝守は「パーチは西洋楽器を拒否し[2]」とインタビューで概略しているが、実際にはフルートやチェロ、ハーモニウムなどの西洋楽器も43微分音階にあわせて使用している（cf.「Bewitched」）。純正律ダイアモンドと呼ばれるピッチも、11-limitや13-limitぴったりというわけではなく、パーチは恣意的にピッチを選んで43音音階に整調しており、これがパーチの音楽の個性になっていると指摘されている。
- 西洋オペラ以外の世界の劇を参照したらしく、ギリシア、中国、アフリカ先住民族の儀式などからの影響を踏まえており、「オーケストラピット」という概念が存在しない。それは楽器奏者や装飾された楽器も劇の一部であるというパーチの確信に基づくものであったからである。

これらの音楽理論の展開は、徹底して「近代西洋音楽」のみを否定した点にパーチの人生や生活が反映したと見られている。